# العشات (حجة)

تعديل مصدري - تعديل

العشات هي إحدى قرى عزلة جبل عيان بمديرية حجة التابعة لمحافظة حجة، بلغ تعداد سكانها 12 نسمة حسب تعداد اليمن لعام 2004.